# Ďačov
Ďačov (ungarisch Décső, älter auch Decső) ist eine Gemeinde im Osten der Slowakei mit 744 Einwohnern (Stand 31. Dezember 2024). Sie gehört zum Okres Sabinov, einem Kreis des Prešovský kraj, sowie zur traditionellen Landschaft Šariš.

## Geographie

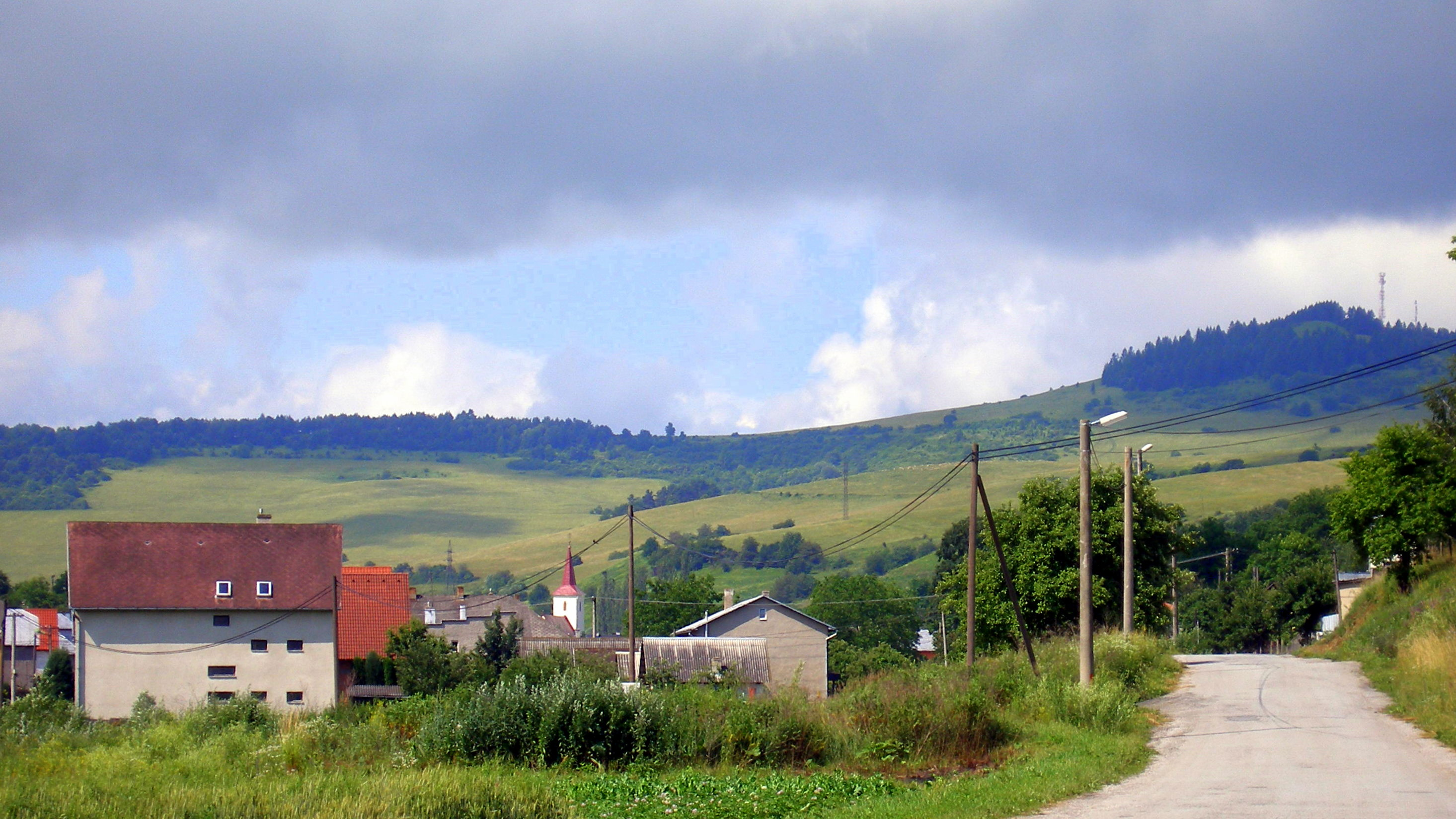
Ďačov

Die Gemeinde befindet sich im Bergland Spišsko-šarišské medzihorie unterhalb des südlich gelegenen Bachureň-Gebirges am Bach Ďačovský potok im Einzugsgebiet der oberen Torysa. Das Ortszentrum liegt auf einer Höhe von 468 m n.m. und ist dreieinhalb Kilometer von Lipany sowie 14 Kilometer von Sabinov entfernt.
Nachbargemeinden sind Krivany im Norden, Lipany im Nordosten, Dubovica im Osten und Süden, Vysoká im Südwesten sowie Torysa im Westen.

## Geschichte

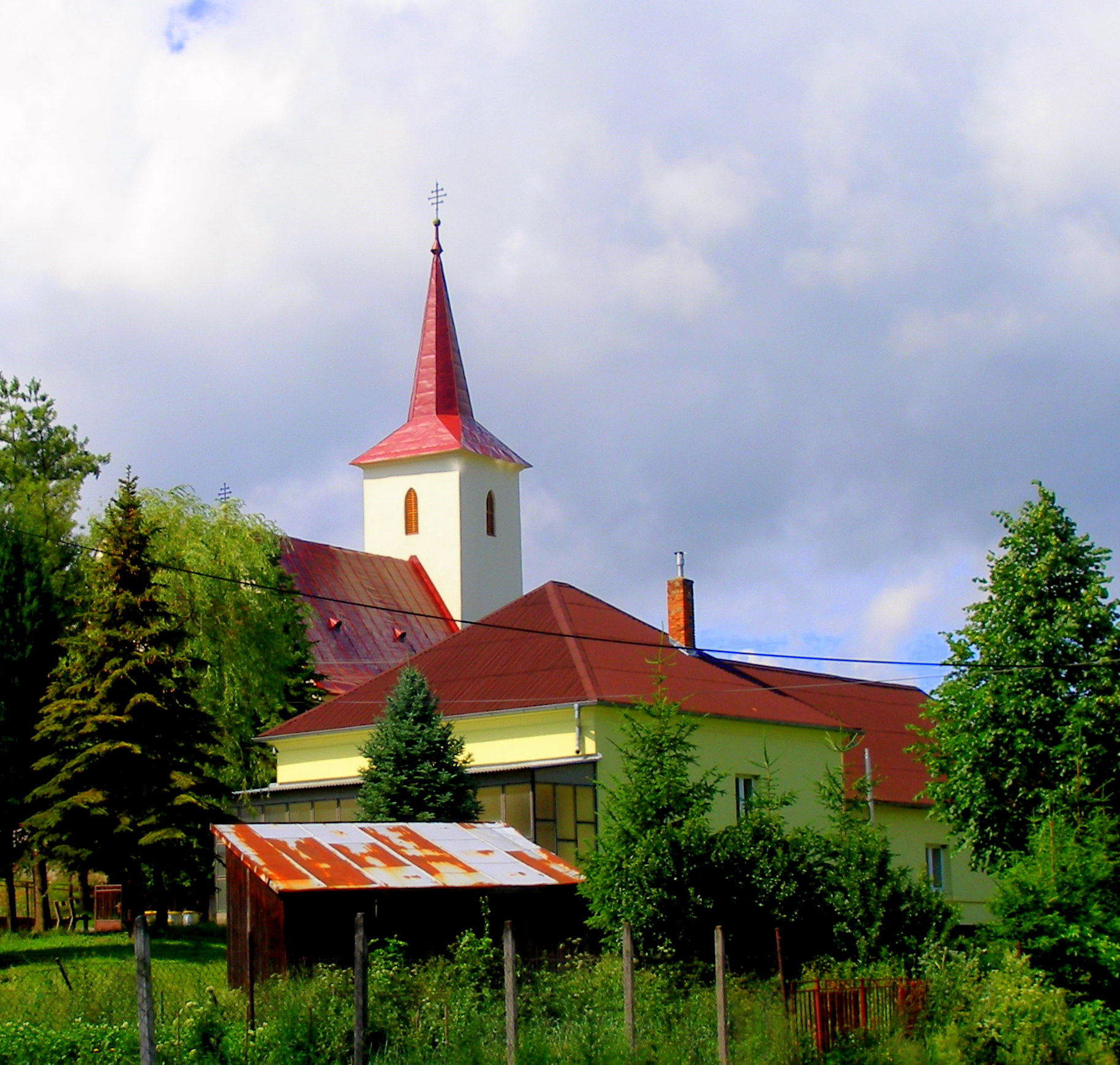
Griechisch-katholische Erzengel-Michael-Kirche

Ďačov wurde am Anfang des 14. Jahrhunderts nach deutschem Recht gegründet und zum ersten Mal 1338 als Deychehalma schriftlich erwähnt. Damals war das Dorf Besitz des Geschlechts Tekule, 1350 lag es im Herrschaftsgebiet der Burg Kamenica. 1427 wurden nach einem Steuerverzeichnis 32 Porta verzeichnet. Später hatten Familien wie Dessewffy, Tahy, Berzeviczy und Palocsay Güter im Ort. 1787 hatte die Ortschaft 55 Häuser und 400 Einwohner, 1828 zählte man 74 Häuser und 542 Einwohner, die als Landwirte, Obstbauern und Fuhrmänner beschäftigt waren.
Bis 1918 gehörte der im Komitat Sáros liegende Ort zum Königreich Ungarn und kam danach zur Tschechoslowakei beziehungsweise heute Slowakei. In der ersten tschechoslowakischen Republik war Ďačov ein landwirtschaftlich geprägtes Dorf. Nach dem Zweiten Weltkrieg arbeitete ein Teil der Einwohner in Industriebetrieben in Städten wie Sabinov, Prešov und Košice.

## Bevölkerung
| Jahr                | 1994 | 2004    | 2014    | 2024    |
| ------------------- | ---- | ------- | ------- | ------- |
| Anzahl der Personen | 739  | 747     | 756     | 744     |
| Unterschied         |      | +1,08 % | +1,20 % | −1,58 % |

| Jahr                | 2023 | 2024    |
| ------------------- | ---- | ------- |
| Anzahl der Personen | 736  | 744     |
| Unterschied         |      | +1,08 % |

Nach der Volkszählung 2011 wohnten in Ďačov 752 Einwohner, davon 750 Slowaken und ein Russine. Ein Einwohner machte keine Angabe zur Ethnie.
411 Einwohner bekannten sich zur römisch-katholischen Kirche und 333 Einwohner zur griechisch-katholischen Kirche. Sechs Einwohner waren konfessionslos und bei zwei Einwohnern wurde die Konfession nicht ermittelt.

## Bauwerke und Denkmäler
- griechisch-katholische Erzengel-Michael-Kirche aus dem Ende des 13. Jahrhunderts, ursprünglich gotisch, später im Renaissance- und Barockstil umgebaut
- römisch-katholische Kirche Unbeflecktes Herz Mariä